# Galliera
Galliera ist eine norditalienische Gemeinde (comune) mit 5629 Einwohnern (Stand 31. Dezember 2023) in der Metropolitanstadt Bologna in der Emilia-Romagna. Die Gemeinde liegt etwa 27 Kilometer nordnordöstlich von Bologna und etwa 21 Kilometer südwestlich von Ferrara. Sie grenzt an die Provinz Ferrara. Der Hauptort der Gemeinde ist der Ortsteil San Vincenzo. Die nördliche und westliche Grenze bildet der Reno. 

## Verkehr
Die Gemeinde liegt mit einem Bahnhof an der Bahnstrecke Padua–Bologna.